# 参照公务员法管理机关（单位）
参照公务员法管理机关（单位），简称“参公单位”或“参公管理的单位”，是指参照《中华人民共和国公务员法》管理的人民团体机关和事业单位，地位介於正統的政府部门與辅助政府工作的单位部门之间，是政府委托或受权而具行政执法權能的单位。管理制度雖参照公务员管理，但人员属于事业编制，而不是公务员编制。

## 含义
2006年1月1日起施行的《中华人民共和国公务员法》第二条称，“本法所称公务员，是指依法履行公职、纳入国家行政编制、由国家财政负担工资福利的工作人员。”而此前依靠国家财政负担工资福利但未纳入国家行政编制的事业单位、人民团体和群众团体机关的工作人员没有包括在内。
2006年4月9日，中共中央、国务院关于印发《〈中华人民共和国公务员法〉实施方案》的通知下发，该实施方案附件五即“附件五：参照《中华人民共和国公务员法》管理的单位审批办法”。该实施方案第五条称：
五、参照公务员法管理

参照公务员法管理工作是公务员法实施工作的重要组成部分。要按照《参照〈中华人民共和国公务员法〉管理的单位审批办法》规定的条件、审批权限和程序，确定列入参照管理单位。对于公务员法实施以前列入参照、依照《国家公务员暂行条例》管理范围的事业单位，要重新进行审批。经批准实行参照管理的单位，要认真执行公务员法及其配套政策法规，不实行事业单位的专业技术职务、工资、奖金等人事管理制度。

使用国家行政编制的人民团体和群众团体机关参照公务员法管理的工作，由中央另行发文明确，原则上与公务员法实施工作同步进行。
2006年，中共中央组织部、中华人民共和国人事部先后下发了《关于事业单位参照公务员法管理工作有关问题的意见》（组通字〔2006〕27号）、《关于印发工会、共青团、妇联等人民团体和群众团体机关参照〈中华人民共和国公务员法〉管理意见的通知》（组通字〔2006〕28号）、《关于印发参照公务员法管理的党中央、国务院直属事业单位名单的通知》（组通字〔2006〕33号）。这些文件对事业单位、人民团体和群众团体机关参照《中华人民共和国公务员法》管理工作进行了规定。
根据2006年中共中央组织部、中华人民共和国人事部下发的《中央组织部、人事部关于印发参照公务员法管理的党中央、国务院直属事业单位名单的通知》（组通字〔2006〕33号），参照公务员法管理的中共中央、国务院直属事业单位有17家，分别包括
- 中共中央直属事业单位机关6个：中共中央党校、中共中央编译局、中国外文出版发行事业局、中国浦东干部学院、中国井冈山干部学院、中国延安干部学院（其中，中央党校、中国浦东干部学院、中国井冈山干部学院和中国延安干部学院等四个单位内部从事党务和行政管理工作的人员实行参照管理。）
- 国务院直属事业单位机关8个：中国地震局及其省级地震局、中国气象局及其市（地）级以上垂直管理机构、国务院发展研究中心、国家行政学院、中国银行业监督管理委员会及其派出机构、中国证券监督管理委员会及其派出机构、中国保险监督管理委员会及其派出机构、国家电力监管委员会及其派出机构（其中，国家行政学院内部从事党务和行政管理工作的人员实行参照管理。）
- 中华全国供销合作总社
- 国务院组成部门代管或直属的副部级事业单位机关2个：全国老龄工作委员会办公室（中华人民共和国民政部代管）、中国地质调查局（直属中华人民共和国国土资源部）

2008年10月23日，国家公务员局发出《国家公务员局关于将中央文献研究室、中央党史研究室列入参照公务员法管理范围的通知》，内称据此，增加参照公务员法管理的中共中央、国务院直属事业单位2个，即：中央党史研究室、中央文献研究室

## 实施范围

### 指定的中共中央、国务院直属事业单位
根据2019年中共中央组织部下发的《中共中央组织部关于印发参照公务员法管理的党中央、国务院直属事业单位名单的通知》（组通字〔2019〕9号），参照公务员法管理的中共中央、国务院直属事业单位有14家，分别包括：
中共中央直属、所属事业单位机关（7个）
- 中央党校（国家行政学院）
- 中央党史和文献研究院
- 中国外文局
- 中国浦东干部学院
- 中国井冈山干部学院
- 中国延安干部学院
- 中央社会主义学院

其中，中央党校（国家行政学院）、中国浦东干部学院、中国井冈山干部学院、中国延安干部学院、中央社会主义学院等5个单位内部从事党务和行政管理工作的人员实行参照管理。
国务院直属事业单位机关（3个）
- 中国工程院
- 国务院发展研究中心
- 中国气象局及其县级以上垂直管理机构

中华全国供销合作总社机关
国务院组成部门管理、代管或直属的副部级事业单位机关（3个）
- 自然资源部：中国地质调查局
- 民政部：中国老龄协会
- 应急管理部：中国地震局及其省级地震局

### 指定的人民团体和群众团体的中央机关
根据2006年《工会、共青团、妇联等人民团体和群众团体机关参照〈中华人民共和国公务员法〉管理的意见》（组通字〔2006〕28号），人民团体和群众团体中央机关实施参照管理的范围是：
1. 中华全国总工会
2. 中国共产主义青年团中央委员会
3. 中华全国妇女联合会
4. 中国文学艺术界联合会
5. 中国作家协会
6. 中国科学技术协会
7. 中华全国归国华侨联合会
8. 中国法学会
9. 中国人民对外友好协会
10. 中华全国新闻工作者协会
11. 中华全国台湾同胞联谊会
12. 中国国际贸易促进委员会
13. 中国残疾人联合会
14. 中国红十字会总会
15. 中国人民外交学会
16. 中国宋庆龄基金会
17. 黄埔军校同学会
18. 欧美同学会
19. 中国思想政治工作研究会
20. 中华职业教育社
21. 中国计划生育协会

该文件还称，“上述人民团体和群众团体机关中，除工勤人员以外的机关工作人员，列入参照《中华人民共和国公务员法》管理范围。”“上述团体机关所属事业单位，原则上不列入参照管理范围。”